# Гурдвара

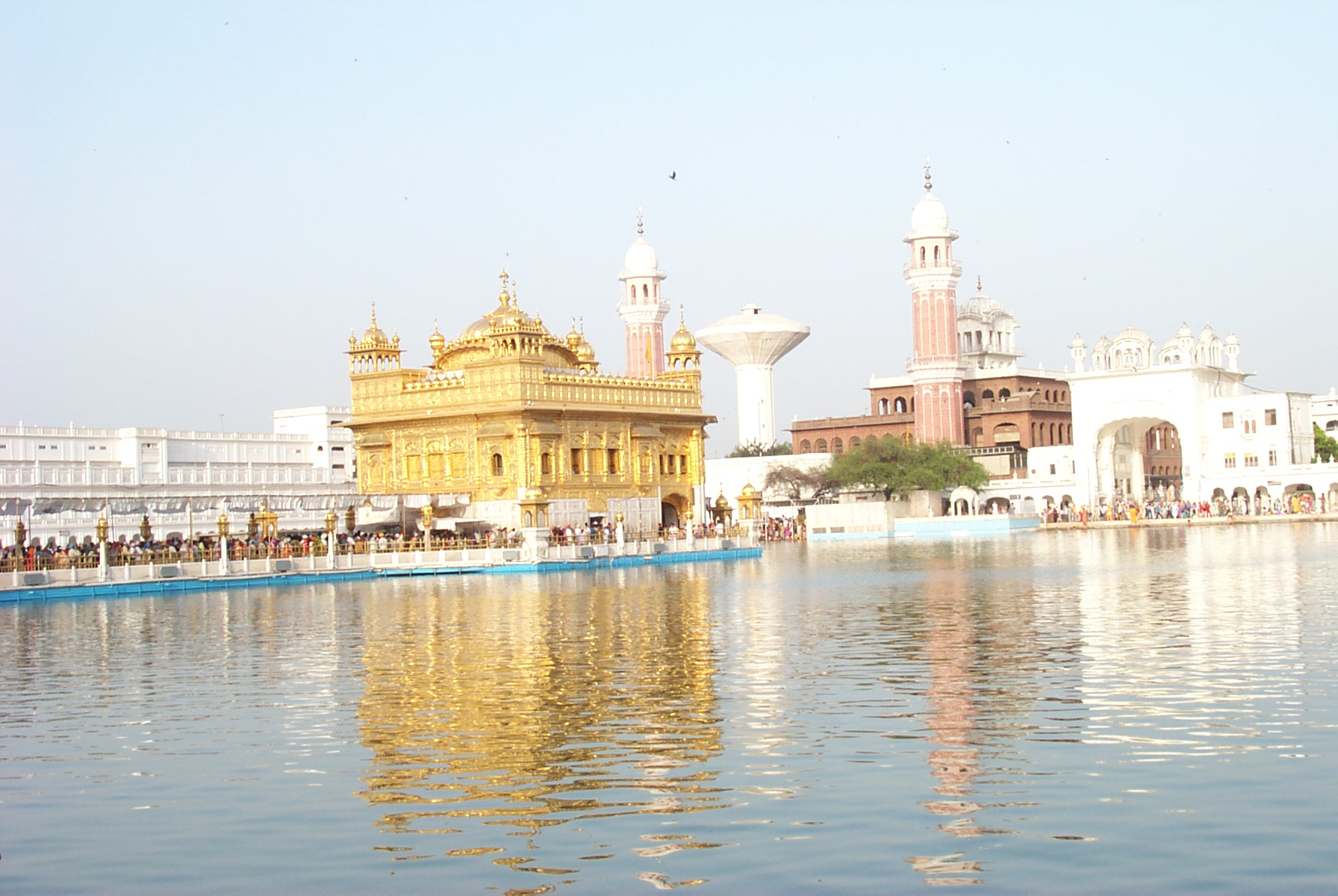
Хармандир Сахиб — главный храм (гурдвара) сикхов

Гурдвара (пенджаб. ਗੁਰਦੁਆਰਾ, gurduārā или ਗੁਰਦਵਾਰਾ, gurdwārā — врата (дверь) гуру) — сикхское богослужебное архитектурное сооружение, центр религиозной и социальной жизни сикхской общины.
Гурдвары строились в исторических для сикхов местах и были связаны с именами и деятельностью десяти сикхских гуру.
Самая главная из них находится в Амритсаре — Хармандир Сахиб («Золотой храм»). В каждой гурдваре помещается «Ади Грантх», вокруг которой и посредством которой совершаются сикхские ритуалы.
Гурдвара — центр общественной жизни общины, где происходят все важнейшие мероприятия. В гурдваре происходят важнейшие мероприятия жизни сикхов: там организуются школы; предоставляется ночлег и пропитание. Общественные работы при гурдваре — строительство, ремонт, работа на общественной кухне (трапезной) — обязанность сикхов. Гурдвары являются источником значительных материальных средств, складывающихся из пожертвований верующих и доходов от храмовой земельной собственности.
Во время правления второго гуру, Ангада (1539—1552), стали устраиваться бесплатные кухни — лангары, где могли беспрепятственно получать еду члены разных каст. С тех пор лангары являются неотъемлемой частью гурдвар.
В настоящее время контроль за деятельностью практически всех сикхских гурдвар в Индии осуществляет Комитет по управлению гурдвар.